# Henry Ericsson (byggmästare)
Denna artikel handlar om byggmästaren Henry Ericsson. För konstnären, se Henry Ericsson (konstnär)
Axel Henric "Henry" Ericsson, född 3 augusti 1861 i Moheda socken, död 20 februari 1947 i Miami, var en svenskamerikansk byggmästare. Han var bror till John Ericsson.
Henry Ericsson var son till hemmansägaren Carl Ericsson. Han genomgick folkskolan i hemsocknen och undervisades därefter av informator i hemmet innan han 1875–1876 var elev vid Växjö läroverk och efter familjens flytt till Nyköping 1877–1878 vid Nyköpings läroverk. Efter detta studerade han på Tekniska skolan och praktiserade inom byggnadsfacket. År 1881 emigrerade Ericsson till USA, där han först verkade i New York men från 1882 i Chicago, där han 1883 startade en egen byggnadsfirma. Här blev han byggmästare för en rad skyskrapor och större offentliga byggnader och grundade 1908 byggnadsfirman Henry Ericsson Co. 1911–1916 var han byggnadskommissarie för Chicago stad.